# Maurice de Guérin
Georges-Pierre-Maurice de Guérin (Andillac, 5 agosto 1810 – Andillac, 19 luglio 1839) è stato un poeta francese, fratello della scrittrice Eugenie.

## Biografia
Nato in una famiglia di antico capostipite linguadociano nel castello di Cayla, ricevette un'educazione impregnata da una forte convinzione religiosa, svolta soprattutto dalla sorella Eugénie, che lo seguì, dopo la morte della madre, con abnegazione e amor fraterno.
Studiò presso il seminario minore di Tolosa e al Collège Stanislas di Parigi.
Da cattolico liberale si appassionò al Essai sur indifférence en mathière de religion di
Félicité de Lamennais, autore che ebbe modo di incontrare nel 1832 nel suo cenacolo di La Chesnaie, grazie all'amicizia con Jules Amédée Barbey d'Aurevilly.
Dopo il suo ritorno a Parigi frequentò assiduamente d'Aurevilly, che esercitò una certa influenza sulla sua formazione letteraria.
In quegli anni prese lezioni private, a causa della sua non felice situazione economica, ed ebbe una relazione con la moglie del barone de Maistre.
Tra il 1835 e il 1836 ideò la stesura del poema Le Centaure, ispirato da alcune visite al Musée des Antiques.
Alla fine della sua vita, si sposò colla giovane Caroline de Gervain), ma appena dopo otto mesi si ammalò di tisi e si ritirò nel castello paterno morendo tra le braccia della sorella Eugénie.
Lasciò numerose lettere, i poemetti in prosa Le Centaure (ammirabile canto) e La Bacchante, il Journal e altre opere dalle quali traspira il suo carattere profondamente religioso.
Tutte le sue opere furono pubblicate nel 1865) nel volume intitolato Reliquiae.
Le Centaure è considerato il capolavoro di Maurice, e fu edito grazie all'interessamento di George Sand.
L'opera riscosse grande successo e consensi, grazie all'atmosfera mitologica classica e all'invocazione della natura, che il centauro trasfigura in un ritmo interiore, sfiorando un panteismo onirico ma con agganci con la realtà.
Fu molto apprezzata la forma, tipicamente classicheggiante e caratterizzata da immagini e percezioni anche se talvolta distanti dal gusto romantico, al punto che Jules de Goncourt la definì <<una lingua nuova per parlare dei tempi antichi>>.
Complessivamente, la sua opera si può definire come una cerniera tra il romanticismo di Chateaubriand e la « modernité poétique » di Baudelaire e Mallarmé.
Di notevole importanza anche La Bacchante, anch'essa oscillante tra meditazioni e riflessioni cattoliche e un'apertura verso una religiosità della natura.

## Opere
- Le Centaure[4] (1840)
- La Bacchante, poème en prose[5] (1861).
- Glaucus[6] (1840).
- Reliquiae, pubblicato da Guillaume-Stanislas Trébutien, con uno studio biografico e letterario di M. Sainte-Beuve (2 volumi, 1861).
- Journal, lettres et poèmes publiés avec l'assentiment de sa famille par G.-S. Trébutien et précédés d'une notice biographique et littéraire par M. Sainte-Beuve[7] (1862).
- Le Crucifix (1866).
- Lettres à J. Barbey-d'Aurévilly précédées d'une notice par Jules Barbey d'Aurevilly (1908).
- Maurice de Guérin, Collection des plus belles pages, Mercure de France avec un portrait et une notice de Remy de Gourmont (1909).
- Œuvres choisies de Maurice et Eugénie de Guérin, con una introduzione biografica e critica di Ernest Gaubert, (1910).
- Lettres d'adolescence, introduzione di Gilbert Chinard (1929).
- Méditation sur la mort de Marie (1945).
- Œuvres complètes, curato da Bernard d'Harcourt (1947).